# 하루오카촌
하루오카촌(春岡村)은 사이타마현 기타아다치군에 1892년부터 1955년까지 존재했던 촌이다. 현재의 사이타마시 미누마구에 해당한다.

## 역사
- 1889년 4월 1일 - 정촌제 시행에 수반해 마루가사키촌, 고후카사쿠촌, 부카사쿠촌이 성립하였다.
- 1892년 9월 21일 - 마루가사키촌, 고후카사쿠촌, 부카사쿠촌이 합병해, 하루오카촌이 성립하였다.
- 1955년 1월 1일 - 사시오기촌, 마미야촌, 우에미즈촌, 가타야나기촌, 나나사토촌과 함께 오미야시에 편입되었다.

## 참고문헌
- 「角川日本地名大辞典」編纂委員会『角川日本地名大辞典 11 埼玉県』角川書店、1980年7月8日。ISBN 4040011104。